# Larne
Larne is een havenplaats in het Ierse graafschap County Antrim. De plaats telt 18.755 inwoners (2011). In de stad is een kleine gemeente van de Free Presbyterian Church of Scotland.

## Vervoer
Larne beschikt over een haven vanwaar men een veerboot kan nemen naar Cairnryan, Schotland. De verbinding wordt uitgebaat door P&O Ferries. De veerverbinding wordt gepromoot als de snelste en kortste verbinding wegens de dichte nabijheid van Schotland. Een overtocht duurt twee uur.

## Sport
- Larne FC, voetbalclub

## Partnerstad
- Clover, South Carolina, Verenigde Staten

## Geboren in Larne
- Valerie Hobson (1917-1998), actrice
- Harry Towb (1925-2009), acteur
- Keith Gillespie (18 februari 1975), voetballer
- Gareth McAuley (5 december 1979), voetballer

Antrim · Ballycarry · Ballycastle · Ballyclare · Ballymena · Ballymoney · Bushmills · Carrickfergus · Cushendun · Glengormley · Greenisland · Larne · Lisburn · Newtownabbey · Portrush · Randalstown